# Manuel Palacio Fajardo
Pour les articles homonymes, voir Manuel Palacio Fajardo (homonymie).
Manuel Palacio Fajardo est un militaire et homme politique vénézuélien, né à Mijagual en 1784 et mort à Ciudad Bolívar (alors Angostura) le 8 mai 1819. Il est considéré comme l'un des héros de la Guerre d'indépendance du Venezuela, aux côtés de Simón Bolívar et Francisco de Miranda.

## Hommages
Deux paroisses civiles de l'État de Barinas, son État natal au Venezuela, portent son nom, les paroisses de Palacio Fajardo ayant pour capitale Mijagual où il est né et dépendant de la municipalité de Rojas, ainsi que celle de Manuel Palacio Fajardo de la municipalité de Barinas.